# Omotes punctatissima
Omotes punctatissima är en skalbaggsart som beskrevs av Newman 1851. Omotes punctatissima ingår i släktet Omotes och familjen långhorningar. Inga underarter finns listade i Catalogue of Life.